# Yorkshireterrier
Yorkshireterrieren (også kaldt yorkie) er en lille hunderace af typen terrier, der normalt vejer 2-3 kg og er ca. 20-24 i skulderhøjde. Det var minearbejdere fra Yorkshire der opdrættede den.
Den viser meget lidt respekt for andre hunde og er her ligeglad med størrelsen. Hannerne kan være lidt aggressive. Tæven får normalt 2-3 hvalpe i hvert kuld, og hvalpene er sorte når de fødes. De bliver normalt 14 år gamle.
Verdens mindste hund var en yorkshireterrier, den var kun på størrelse med en knyttet hånd. Verdens mindste nulevende hund er også en yorkshireterrier. Den er 20,3 cm i fuld størrelse.

## Pleje
Yorkshireterriere har sarte luftrør, så de skal helst gå med en specialsele der er lavet til hunde med disse problemer. Man må huske at børste hundens tænder og rede hundens pels hver dag. Ørehårene skal ud.

## Personlighed
Yorkshireterrieren er klog, loyal, snu, modig og selvstændig, som de fleste terriere er.